# The Dick Van Dyke Show

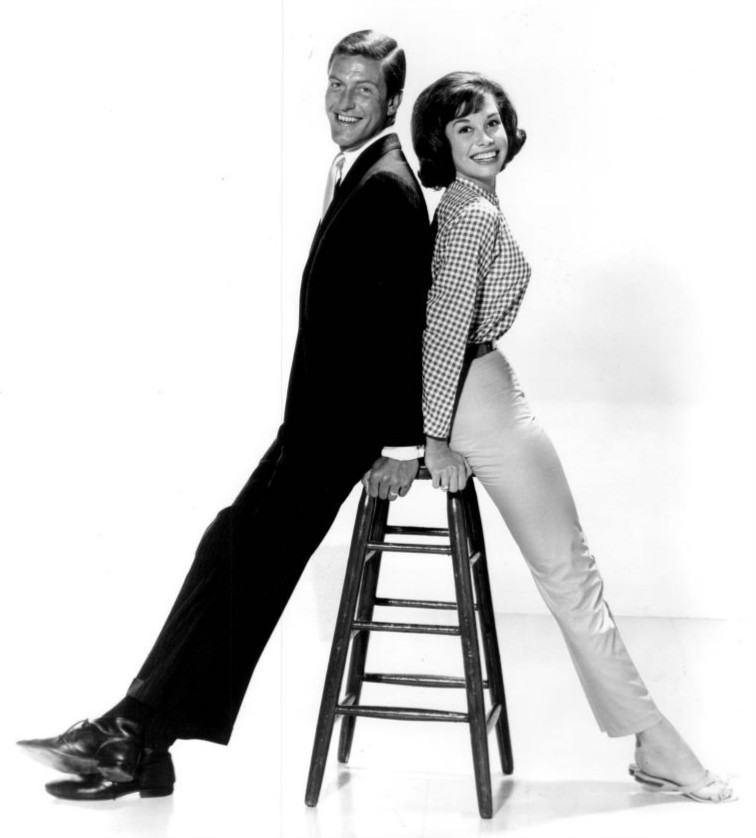
Dick Van Dyke e Mary Tyler Moore.

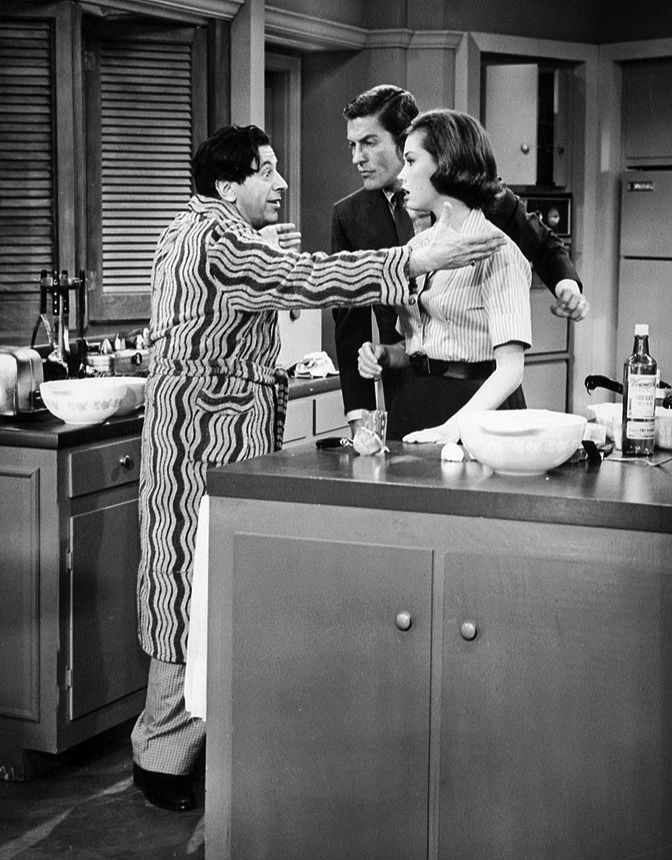
Buddy (Morey Amsterdam), Laura (Mary Tyler Moore) e Rob (Dick Van Dyke).

The Dick Van Dyke Show è una serie televisiva statunitense in 158 episodi trasmessi per la prima volta nel corso di 5 stagioni dal 1961 al 1966.
È una sitcom incentrata sulle vicende, perlopiù domestiche, di Rob Petrie, sceneggiatore di uno show televisivo prodotto a Manhattan. È interpretata da Dick Van Dyke, Mary Tyler Moore e il piccolo Larry Mathews. Eccetto per la prima stagione (quando la serie rischiò di non essere rinnovata) The Dick Van Dyke Show riscosse un notevole successo e fu prorogata fino ad una quinta stagione. Nel 1997 gli episodi Coast-to-Coast Big Mouth e It May Look Like a Walnut furono classificati alla posizione 8ª e 15ª da TV Guide nella classifica dei 100 più grandi episodi televisivi di tutti i tempi. Nel 2002 la serie fu classificata alla 13ª posizione nella lista dei migliori 50 spettacoli televisivi di tutti i tempi di TV Guide.

## Trama
Rob Petrie è uno degli sceneggiatori della serie televisiva The Alan Brady Show insieme ai suoi collaboratori ed amici Buddy Sorrell e Sally Rogers. Mel Cooley è il produttore dello show e il cognato dell'attore protagonista, Alan Brady. Mel è spesso vittima degli scherzi degli sceneggiatori. Altre scene si concentrano sulla vita a casa di Rob con sua moglie Laura, una ex ballerina, e il figlio Richie. La famiglia Petrie, che vive al 148 di Bonnie Meadow Road nella periferia di New Rochelle, intrattiene molto spesso rapporti con i vicini e amici Jerry Helper, un dentista, e sua moglie Millie. Stacy Petrie è il fratello di Rob (interpretato da Jerry Van Dyke, fratello di Dick anche nella vita reale).

## Personaggi e interpreti

### Personaggi principali
- Rob Petrie (158 episodi, 1961-1966), interpretato da Dick Van Dyke.
- Sally Rogers (158 episodi, 1961-1966), interpretato da Rose Marie.
- Buddy Sorrell (158 episodi, 1961-1966), interpretato da Morey Amsterdam.
- Laura Petrie (158 episodi, 1961-1966), interpretata da Mary Tyler Moore.
- Ritchie Petrie (157 episodi, 1961-1966), interpretato da Larry Mathews.
- Mel Cooley (82 episodi, 1961-1966), interpretato da Richard Deacon.
- Millie Helper (61 episodi, 1961-1966), interpretata da Ann Morgan Guilbert.
- Ospite party (45 episodi, 1961-1966), interpretato da Frank Adamo.
- Jerry Helper (38 episodi, 1961-1966), interpretato da Jerry Paris.
- Alan Brady (30 episodi, 1961-1966), interpretato da Carl Reiner.
Reiner interpretò ancora una volta il ruolo di Alan Brady in un episodio della sitcom Innamorati pazzi nel 1995.

### Personaggi secondari
- Cameriere (15 episodi, 1963-1965), interpretato da Johnny Silver.
- Sol Pomerantz (8 episodi, 1961-1966), interpretato da Allan Melvin.
- Zia Mildred (7 episodi, 1963-1965), interpretata da Amzie Strickland.
- Dottor Lemler (7 episodi, 1962-1966), interpretato da Howard Wendell.
- Cabbie (7 episodi, 1962-1966), interpretato da Tiny Brauer.
- Willie (6 episodi, 1962-1965), interpretato da Herbie Faye.
- Clara Petrie (6 episodi, 1962-1966), interpretata da Isabel Randolph.
- Capitano (6 episodi, 1962-1965), interpretato da Ray Kellogg.
- Allergist (5 episodi, 1962-1965), interpretato da Sandy Kenyon.
- Herman Glimscher (5 episodi, 1963-1966), interpretato da Bill Idelson.
- Charlie (5 episodi, 1962-1963), interpretato da Jerry Hausner.
- Stacey Petrie (4 episodi, 1962-1965), interpretato da Jerry Van Dyke.
- Mrs. Billings (4 episodi, 1961-1963), interpretata da Eleanor Audley.
- Arnold (4 episodi, 1963-1964), interpretato da Arthur Batanides.
- Cugina Margaret (4 episodi, 1962-1965), interpretata da Jane Dulo.
- Chaplain Berger (4 episodi, 1962-1965), interpretato da Dabbs Greer.
- Detective (3 episodi, 1964-1965), interpretato da Bernard Fox.
- Pickles Sorrell (3 episodi, 1963), interpretato da Joan Shawlee.
- Bill Sampson (3 episodi, 1964-1965), interpretato da Peter Hobbs.
- Danny Brewster (3 episodi, 1961-1965), interpretato da Lennie Weinrib.
- Doris Darwell (3 episodi, 1962-1965), interpretata da Doris Singleton.
- George Mathias (3 episodi, 1962-1964), interpretato da Ken Lynch.
- Alberta Schweitzer (3 episodi, 1964-1965), interpretata da Jackie Joseph.
- Doug (3 episodi, 1965-1966), interpretato da George Tyne.
- Arlene Johnson (3 episodi, 1962-1965), interpretata da Patty Regan.
- Mrs. Meehan (3 episodi, 1962-1964), interpretata da Geraldine Wall.
- Cynthia Harding (3 episodi, 1962-1964), interpretata da Valerie Yerke.
- Alfred Reinbeck (3 episodi, 1962-1965), interpretato da Herb Vigran.
- Freddie Helper (3 episodi, 1962-1965), interpretato da Peter Oliphant.
- Candy (3 episodi, 1962-1964), interpretato da Cornell Chulay.

## Produzione
La serie, ideata da Carl Reiner, fu prodotta da Calvada Productions e Columbia Broadcasting System. Le musiche furono composte da Earle Hagen, il tema musicale Bupkiss da Sam Denoff. Nel 1994 fu trasmesso un episodio speciale commemorativo intitolato The Dick Van Dyke Show Remembered.

### Registi
Tra i registi sono accreditati:
- Jerry Paris in 84 episodi (1963-1966)
- John Rich in 41 episodi (1961-1966)
- Howard Morris in 5 episodi (1963-1965)
- Sheldon Leonard in 4 episodi (1961-1963)
- Alan Rafkin in 4 episodi (1962-1964)
- Lee Philips in 4 episodi (1965)
- Robert Butler in 2 episodi (1961)
- James Komack in 2 episodi (1961)
- Coby Ruskin in 2 episodi (1962-1963)
- Hal Cooper in 2 episodi (1962)
- Peter Baldwin in 2 episodi (1964)
- Theodore J. Flicker in 2 episodi (1965)
- Richard Erdman in 2 episodi (1966)

### Sceneggiatori
Tra gli sceneggiatori sono accreditati:
- Carl Reiner in 158 episodi (1961-1966)
- Sam Denoff in 29 episodi (1963-1966)
- Bill Persky in 29 episodi (1963-1966)
- Jerry Belson in 18 episodi (1964-1966)
- Garry Marshall in 18 episodi (1964-1966)
- Carl Kleinschmitt in 9 episodi (1965-1966)
- Dale McRaven in 9 episodi (1965-1966)
- Howard Merrill in 8 episodi (1962-1964)
- John Whedon in 7 episodi (1962-1966)
- Sheldon Keller in 7 episodi (1962-1964)
- Martin Ragaway in 5 episodi (1962-1965)
- Frank Tarloff in 3 episodi (1961-1962)
- Bill Idelson in 3 episodi (1963-1964)
- Ernest Chambers in 3 episodi (1964-1965)
- Joseph Cavella in 3 episodi (1965)

## Distribuzione
La serie fu trasmessa negli Stati Uniti dal 3 ottobre 1961 al 7 settembre 1966 sulla rete televisiva CBS.
Alcune delle uscite internazionali sono state:
- nei Paesi Bassi l'8 ottobre 1963
- in Argentina (El show de Dick Van Dyke)
- in Venezuela (El show de Dick Van Dyke)
- in Spagna (El show de Dick Van Dyke)
- in Finlandia (Dick Van Dyke)

## Episodi
| Stagione         | Episodi | Prima TV USA |
| ---------------- | ------- | ------------ |
| Prima stagione   | 30      | 1961-1962    |
| Seconda stagione | 32      | 1962-1963    |
| Terza stagione   | 32      | 1963-1964    |
| Quarta stagione  | 32      | 1964-1965    |
| Quinta stagione  | 32      | 1965-1966    |